# Một cơn gió bụi
Một cơn gió bụi là cuốn Hồi ký do Trần Trọng Kim (1883–1953) viết năm 1949, xuất bản lần đầu tiên năm 1969, mang nội dung tóm lược quãng đời làm chính trị của ông (từ năm 1942 đến năm 1949). Trong cuốn hồi ký, ông có đề cập và nói lên suy nghĩ của mình về các sự kiện lớn xảy ra trong nước thời bấy giờ như sự thành lập chính phủ của Đế quốc Việt Nam do ông làm thủ tướng, sau đó là Cách mạng tháng Tám, sự cầm quyền của Việt Minh, cùng cuộc chiến tranh Đông Dương lần thứ nhất giữa Việt Minh và thực dân Pháp. Tác giả Trần Trọng Kim là một học giả, thủ tướng của Đế quốc Việt Nam (một chính phủ do phát xít Nhật thành lập ở Việt Nam năm 1945).

## Tóm lược nội dung
Mở đầu là "Mấy lời ngỏ cùng độc giả", trong đó Trần Trọng Kim cho biết ban đầu định đặt tên cuốn sách là "Kiến văn lục" với mong muốn đem những chuyện mà tác giả đã làm và đã biết trong 6 năm (1943-1949) mà thuật lại cho đúng sự thực, nhưng vì trong những chuyện ấy có lắm việc truân chuyên và lắm nỗi đoạn trường, nên tác giả đổi nhan đề thành "Một cơn gió bụi".
Cuốn hồi ký gồm 12 phân đoạn, mỗi phân đoạn kể về một giai đoạn cuộc đời tác giả với những sự kiện gắn kết với nhau và không tách rời bối cảnh lịch sử Việt Nam khi đó.
1. Cuộc đời yên lặng và vô vị: tóm lược những công việc cá nhân của tác giả bắt đầu từ năm 1942, cảm nhận về sự chiếm đóng của quân Nhật Bản - Pháp, và tâm tình của ông trong giai đoạn này. Tôi là một người nước Việt Nam, lẽ nào lòng tôi lại không rung động theo với dịp rung động của những người ái quốc trong nước? Nhưng vì hoàn cảnh khó khăn, lòng người ly tán, nhiều người lại muốn lợi dụng cái tiếng ái quốc để làm cái mối tư lợi cho mình, vì vậy mà tôi chán nản không dự vào đảng phái nào cả, mà cũng không hành động gì về phương diện chính trị. Ngoài những lúc làm những công việc hàng ngày phải làm, khi rỗi rãi gặp những bạn thân, nói đến chuyện thiên hạ sự và việc nước nhà, thì tôi cũng nói chuyện phiếm và mong cho nước nhà chóng được giải phóng.[4]
2. Đi Chiêu Nam Đảo: Do tình thế bắt buộc, tác giả cùng nhiều nhà chí sỹ khác phải đi sang Singapore dưới sự sắp xếp của người Nhật, bấy giờ đã làm chủ Đông Dương và bán đảo Mã Lai. Tại đây, ông chứng kiến một người bạn thân thiết cùng đấu tranh cho độc lập nước nhà qua đời với bao niềm xót xa.
3. Đi Băng Cốc và về Sài Gòn: Sau nhiều lần trễ hẹn, cuối cùng tác giả và những chí sỹ khác cũng rời khỏi Chiêu Nam Đảo về Băng Cốc dưới sự giúp đỡ của người Nhật. Khi về tới Sài Gòn thì được tin Nhật đã đảo chính Pháp, triều đình ở Huế đã tan rã, vua Bảo Đại đang tìm người thành lập chính phủ mới.
4. Về Huế và lập chánh phủ: Với sự sửa soạn của người Nhật, tác giả được lệnh vua Bảo Đại ra Huế. Tại đây, ông đã được đoàn tụ với vợ con sau thời gian dài xa cách. Cuộc gặp gỡ lần đầu tiên với vua Bảo Đại đã để lại nhiều ấn tượng tốt trong ông. Trước đề nghị của vua và tinh thần trách nhiệm, tác giả đã đồng ý đứng ra thành lập nội các. Chính phủ của ông tồn tại được bốn tháng nhưng đã làm được một số việc như điều đình thành công với người Nhật để họ trả lại vùng nam kỳ, thống nhất đất nước. Tuy nhiên, nhiều vấn đề cũng nảy sinh mà chính phủ Trần Trọng Kim không giải quyết được, như việc Nhật Bản trưng thu lương thực gây nạn đói năm Ất Dậu khiến cả triệu người chết (Trần Trọng Kim tránh không nhắc đến chuyện này trong hồi ký). Hoạt động tuyên truyền của mặt trận Việt Minh (thực chất do những người Cộng sản đứng đầu) và một số nhóm chính trị khác, các vụ không kích của quân Đồng Minh khiến tình hình trong nước hết sức phức tạp. Cuối cùng, Việt Minh phát động tổng nổi dậy cướp chính quyền. Quân đội Nhật ngỏ lời giúp đàn áp Việt Minh nhưng tác giả từ chối, sau đó giải tán nội các và vua Bảo Đại thoái vị. Trước đó, ông cố tìm cách thương lượng với Việt Minh để duy trì lại hoàng gia nhà Nguyễn nhưng bị từ chối.
5. Về Hà Nội: kể về hành trình từ Huế ra Hà Nội, nơi ông cư trú.
6. Chính phủ Việt Nam và tình thế trong nước: Tác giả kể về tình hình Việt Nam dưới sự điều hành của Chính phủ Lâm thời gồm đại diện nhiều đảng phái do Hồ Chí Minh đứng đầu, kèm theo vài lời nhận xét về hoạt động của chính phủ mà thực chất mọi việc do Tổng bộ Đảng Cộng sản quyết định. Tác giả cũng tường thuật lại cuộc bầu cử Quốc hội khóa I tại Hà Nội ngày 6/1/1946, nơi mà Việt minh huy động cả người không biết chữ đi bầu cử với nhận xét "lẽ tất nhiên những người của Việt Minh đưa ra được đến tám chín mươi phần trăm số người đi bầu. Đó là một phương pháp rất mới và rất rõ để cho mọi người được dùng quyền tự do của mình lựa chọn lấy người xứng đáng ra thay mình làm việc nước."[5]
7. Tôn chỉ và sự hành động của Cộng sản đảng: Nhận xét cá nhân của tác giả về Chủ nghĩa cộng sản và phong trào Việt Minh. Ngoài ra, ông còn phân tích kế hoạch của những người Cộng sản trong chính phủ lâm thời khi đó đối với cựu hoàng Bảo Đại.
8. Sự giao thiệp của chính phủ Việt Nam với nước Pháp: Ông nhận xét về các biện pháp của Chính phủ lâm thời và Hồ Chí Minh trong ngoại giao với nước Pháp và Tàu. Ông phân tích Hiệp định sơ bộ mà Võ Nguyên Giáp ký với Pháp, cho rằng đó là cách "hoãn binh" của Việt Minh, trước là để đuổi Tàu, sau đó sẽ dồn lực đối phó với Pháp.
9. Đi sang Tàu: Để tránh chiến cuộc với Pháp sắp nổ ra, tác giả lưu lạc sang Trung Quốc hòng mưu với những chí sỹ khác của nhiều đảng phái thành lập chính phủ mới. Trung Hoa Quốc dân đảng đón tiếp ông, đồng thời cung cấp tiền bạc cho ông và Bảo Đại hòng lập chính phủ mới do Trung Hoa khống chế, nhưng ông thấy Trung Hoa Quốc dân đảng không có thực lực nên không làm gì.
10. Cuộc Pháp Việt chiến tranh: tác giả kể cảm nhận về cuộc chiến giữa Việt Minh và Pháp. Được Pháp đề nghị, ông soạn thỏa thuận để chấm dứt chiến tranh với sự chứng kiến của Bảo Đại.
11. Về Sài Gòn: người Pháp thu xếp cho ông trở về Sài Gòn để vận động thành lập chính phủ mới. Về đến Sài Gòn, ông nhận ra rằng những lời hứa hẹn của người Pháp là giả dối nên ông quyết định không làm gì.
12. Lên Nam Vang: Quá mệt mỏi và bất lực trước thời cuộc, tác giả lưu lạc sang Nam Vang. Trong thời gian này, ông đã tập hợp các bản thảo nhật ký của mình và viết thành cuốn hồi ký Một cơn gió bụi. Kết thúc là nhận xét của tác giả về cái hay và cái dở của Việt Minh và tự nói về tấm lòng với dân tộc của ông.

Cuối sách là 3 phụ lục:
1. Lời tuyên cáo của nội các Trần Trọng Kim
2. Chiếu của Bảo Đại sau khi được tin Nhật Bản đầu hàng
3. Hai tờ chiếu thoái vị của Bảo Đại ban cho quốc dân và hoàng tộc.[6]

Ngoài ra, Nhà xuất bản Vĩnh Sơn còn thêm phần phụ lục chương trình tang lễ Trần Trọng Kim ở Hà Nội và Sài Gòn, cùng các bài điếu văn của Nguyễn Đệ, Nguyễn Hữu Trí, điếu văn của đại biểu Hội đồng Toàn quốc, bài văn tế Trần Trọng Kim của Đông Hồ, điếu văn của Hội Việt Nam Phật giáo.

## Các nhận định về tác phẩm
Trần Trọng Kim (1883–1953) được đánh giá là một học giả có kiến thức rộng cả tân và cựu học, là người có đóng góp cho ngành giáo dục Việt Nam đầu thế kỷ 20. Tuy nhiên, tư tưởng chủ đạo của Trần Trọng Kim lại rất bảo thủ, ông có tư tưởng bảo hoàng như các nhà Nho thời phong kiến, cho đến cuối đời ông vẫn muốn đưa Bảo Đại trở lại nắm quyền và duy trì hoàng gia nhà Nguyễn. Do cộng tác với phát xít Nhật nên người ta kết tội Trần Trọng Kim là tay sai Nhật. 
Trong cuốn hồi ký "Một cơn gió bụi", ông đã tỏ ra không khách quan khi tránh không nhắc đến sự cộng tác với Nhật mà ông đã thực hiện, những hành động tàn bạo của quân Nhật, cũng như sự bất lực của chính phủ Đế quốc Việt Nam do ông đứng đầu. Ví dụ: 
- Trần Trọng Kim chỉ nói đại khái (khoảng 2 dòng) về nạn đói năm Ất Dậu khiến cả triệu người dân Việt Nam chết đói dù đây là sự kiện ghê gớm nhất tại Việt Nam trong năm đó, cũng không nhắc gì tới việc quân Nhật tận thu lương thực và cấm mở kho gạo cứu đói (bởi chính phủ của ông không dám có ý kiến phản đối Nhật, và cũng bất lực không thể cứu đói cho người dân).
- Trần Trọng Kim tự nhận mình đã khuyên Bảo Đại thoái vị, nhưng đó là khi tình thế đã không thể cứu vãn được. Trước đó, vào đầu tháng 8/1945, ông vẫn một mực muốn duy trì ngai vàng nhà Nguyễn và phản đối việc Bảo Đại thoái vị, dù nhiều thành viên nội các đề nghị như vậy. Điều này không được ông nhắc đến trong hồi ký.
- Trần Trọng Kim tự nhận rằng Bảo Đại đã nói với ông "Trẫm muốn được làm dân một nước tự do, hơn làm Vua một nước nô lệ". Chi tiết này là không có thật, có thể Trần Trọng Kim đã nhớ nhầm hoặc ông cố tình hư cấu nên. Câu nói này thực ra là ở trong Chiếu thoái vị của Bảo Đại, và chiếu thư này là do ông Phạm Khắc Hòe soạn chứ không liên quan gì đến Trần Trọng Kim.
- Do Trần Trọng Kim mang nặng tư tưởng bảo hoàng thời phong kiến nên ông có ác cảm với Việt Minh vì đã ép vua Bảo Đại thoái vị. Sự ác cảm này khiến ông đánh giá thiếu khách quan về Việt Minh, họ làm gì cũng bị ông phê phán là mang dụng ý xấu, trong khi ông lại ca ngợi Bảo Đại quá mức dù vị vua này hoàn toàn bất lực, không màng gì đến chính sự. Trần Trọng Kim cũng không nhắc đến việc chính ông và Bảo Đại đã được Việt Minh khoản đãi rất tốt, nhưng về sau cả hai đã tự ý bỏ ra nước ngoài và còn nhận sự tài trợ tiền bạc của Pháp, thế lực đang quay lại xâm chiếm Việt Nam.
- Ở một đoạn khác, ông viết "tôi đã chỉ nói những công việc quốc dân phải lo để gây dựng lại nền tự chủ của nước nhà mà thôi, chớ không nói gì về việc chiến tranh của nước Nhật Bản với các nước Đồng minh, chú ý muốn tránh sự người Nhật có thể lôi kéo người mình vào cuộc chiến tranh của họ". Nhưng đây là lời nói dối, vì trong Bản Tuyên cáo của nội các, Trần Trọng Kim đã tuyên bố: "quốc dân phải gắng sức làm việc, chịu nhiều hy sinh hơn nữa và phải thành thực hợp tác với nước Đại Nhật Bản trong sự kiến thiết nền Đại Đông Á, vì cuộc thịnh vượng chung của Đại Đông Á có thành thì sự độc lập của nước ta mới không phải là giấc mộng thoáng qua". Để cho khớp với lời kể, Trần Trọng Kim đã cắt bỏ hẳn trong bản phụ lục số 1 ở cuối quyển hồi ký những đoạn tuyên bố ủng hộ Nhật Bản này.

Theo nhà nghiên cứu Vũ Ngọc Khánh, tập hồi ký này của Trần Trọng Kim cả về nội dung và nghệ thuật đều chưa đạt, nhiều sự kiện ông né tránh không dám trình bày, một số chi tiết cũng không hoàn toàn trung thực, có lẽ vì ông viết cuốn hồi ký này trong một tâm trạng ngao ngán mà không thức thời do hoạt động chính trị liên tục thất bại